# Мадджо, Антонио
Анто́нио Ма́дджо (в русской транскрипции — также Маджо и Маджио; итал. Antonio Maggio, род. 8 августа 1986 года в Сан-Пьетро-Вернотико, Апулия, Италия) — итальянский исполнитель поп-музыки.
Начал карьеру в вокальной группе «Арам квартет» (итал. Aram Quartet). В 2010 году начал сольную карьеру. В 2013 году выиграл музыкальный конкурс в Сан-Ремо.